# 리 톰프슨 영
리 톰프슨 영(Lee Thompson Young, 1984년 2월 1일 ~ 2013년 8월 19일)은 미국의 배우였다.

## 출연 작품
- 스타는 괴로워
- 조니 카파할라
- 눈 위의 서퍼